# Polverizzazione catodica
La polverizzazione catodica, spruzzamento catodico o vaporizzazione catodica (in inglese sputtering, "spruzzamento") è un processo per il quale si ha emissione di atomi, ioni o frammenti molecolari da un materiale solido detto bersaglio (target) bombardato con un fascio di particelle energetiche (generalmente ioni).

## Il processo di polverizzazione catodica

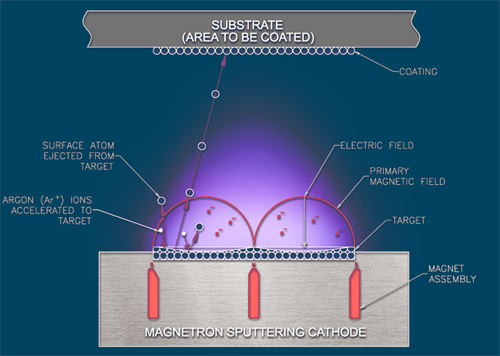
Uno ione energetico (p.es. Ar^{+}) collide sulla superficie del bersaglio, provocando l'emissione di atomi e frammenti molecolari (non è schematizzata la cascata di collisioni). Vengono erosi indistintamente gli atomi del materiale (in blu) e le impurità (in rosso).

Nell'intervallo di energia degli ioni abitualmente coinvolti nello sputtering (solitamente minore di 1 keV per applicazioni di etching o deposizione), l'interazione tra lo ione incidente e gli atomi del bersaglio, e susseguenti interazioni fra questi ultimi, può essere trattata come una serie di urti binari.
Lo ione incidente colpisce gli atomi impacchettati e li disperde in tutte le direzioni (fenomeno detto "cascata di collisioni"), compresa quella che li porta a uscire dal bersaglio. Il materiale viene emesso dal bersaglio dopo una cascata di collisioni e non dopo un singolo urto particella incidente - atomo del bersaglio perché non è possibile che un singolo urto causi una variazione della direzione del momento sufficiente a far sì che l'atomo del bersaglio abbia una componente di velocità diretta verso la direzione di arrivo dello ione incidente.
In base a considerazioni geometriche è chiaro perché l'incidenza obliqua degli ioni che colpiscono il bersaglio aumenta la resa di sputtering: con incidenza non perpendicolare è più facile che le collisioni conferiscano una componente di velocità diretta verso l'esterno del bersaglio agli atomi del bersaglio stesso.
Tipicamente in un processo di sputtering le particelle energetiche che bombardano il bersaglio sono costituite da ioni; la resa maggiore si ha quando gli ioni incidenti hanno massa paragonabile a quella degli atomi del bersaglio perché in questo caso si ha un più efficiente scambio di energia tra ione incidente ed atomo del bersaglio.
Il materiale viene prevalentemente emesso dal bersaglio sotto forma di particelle elettricamente neutre (atomi non ionizzati, frammenti di molecole, ecc.)

### Resa di sputtering
La resa di sputtering è definita come il numero di atomi erosi dal bersaglio per ogni ione incidente.

### La cascata di collisioni
I fenomeni che avvengono in una cascata di collisioni servono per capire le applicazioni dello sputtering. I seguenti processi, non necessariamente tutti, possono avvenire al bersaglio:
- Un atomo può essere espulso (e viene chiamato ione secondario)
- lo ione incidente può essere impiantato o riflesso, probabilmente come neutro e probabilmente con una grossa perdita in energia.
- L'impatto dello ione e la risultante cascata di collisioni può provocare una quantità di riarrangiamento strutturale nei dintorni del punto di collisione
- un elettrone secondario può essere espulso
- vengono emessi fotoni (visibili, UV e X, a seconda delle energie coinvolte)

## Applicazioni pratiche
Il processo a spruzzo ha diverse applicazioni pratiche, tipicamente nel settore industriale (industria dei semiconduttori o dei ricoprimenti superficiali, per esempio) o di ricerca scientifica (fisica dello stato solido, scienza dei materiali), ma tecniche basate sullo spruzzo vengono ormai utilizzate in svariati campi: dall'archeologia all'analisi di prove processuali.
Le due principali applicazioni industriali dello sputtering sono comunque:
- Pulizia per polverizzazione anodica: la progressiva erosione del bersaglio può essere impiegata per pulire la superficie da contaminanti superficiali o per assottigliarla. In alternativa, con l'uso di opportune maschere poste sopra il bersaglio, la tecnica si può usare per erodere selettivamente alcune aree di interesse.
- Deposizione per polverizzazione catodica: gli atomi emessi dal bersaglio si ricondensano sulle superfici interne della camera da vuoto, questo fenomeno può essere sfruttato per il ricoprimento di manufatti: basta semplicemente introdurre il pezzo da trattare nella camera da vuoto per un tempo sufficiente alla formazione di uno strato di materiale emesso dal bersaglio sulla sua superficie. La deposizione per sputtering permette di ottenere film di ottima qualità praticamente di ogni tipo di materiale e con particolari accorgimenti consente la realizzazione di ricoprimenti con struttura e proprietà diverse dal materiale di partenza in fase massiva. L'industria dei compact disc e dei Blu-ray scrivibili utilizza lo sputtering per la deposizione del sottile strato di alluminio che permette al laser di leggere i dati incisi sul soprastante film organico. Tipicamente lo spessore dei ricoprimenti realizzati con questa tecnica va dalla decina di nm ai μm.

La deposizione per sputtering rientra nell'insieme di tecniche raggruppate sotto il nome deposizione fisica da vapore, cioè deposizione con metodi fisici da fase vapore.
Entrando maggiormente in dettaglio, le tecniche a spruzzo si possono sostanzialmente dividere in tre categorie:
- Magnetron sputtering: il sistema di deposizione fa uso di un dispositivo passivo in grado di generare un campo magnetostatico; generalmente per questo scopo vengono inseriti dei magneti di NdFeB al di sotto del bersaglio di cui si vuole depositare uno strato. In questo modo le particelle e gli ioni dotati di carica elettrica che sono soggetti alla forza di Lorentz vengono deviate dalla configurazione particolare delle linee di campo, e confinati maggiormente in prossimità del bersaglio, incrementando notevolmente la resa del processo.
- RF sputtering: generalmente ci si riferisce a questa tecnica come spruzzo attivato da una radiofrequenza (Radio Frequency); questa tecnica viene utilizzata per la deposizione di materiali isolanti poiché in questo caso è possibile disperdere la carica che rimane accumulata all'interno del bersaglio. La variazione del campo elettromagnetico ha lo scopo di disperdere le cariche accumulate.
- DC sputtering: variante dello sputtering tradizionale in cui un'alta tensione continua (Direct Current) viene mantenuta tra il bersaglio che si vuole evaporare ed il substrato che si vuole ricoprire, qualora il primo sia un materiale metallico conduttivo.

Esistono inoltre applicazioni in cui lo sputtering viene impiegato per scopi di analisi.

### Analisi SIMS
```

```

La polverizzazione catodica è il processo alla base anche della spettrometria di massa di ioni secondari (SIMS), una tecnica molto sofisticata di analisi chimica di campioni, largamente utilizzata nell'industria e nella ricerca.
Il processo di collisione in cascata, in questo tipo di tecnica, interessa generalmente i primi 10 nm del campione, tuttavia durante un'analisi SIMS in condizioni tipiche circa il 95% del materiale riemesso proviene dai primi 1-2 nm, dunque la risoluzione in profondità del SIMS è di circa 3÷10 nm. Nel caso di campioni in forma cristallina la penetrazione degli ioni primari è in genere più elevata, a causa della presenza di direzioni privilegiate nei cristalli (si ha il cosiddetto channelling process). In questo caso non si può applicare il metodo delle collisioni a cascata, poiché gli ioni primari interagiscono con la struttura cristallina nel suo complesso, piuttosto che con un singolo atomo alla volta.
L'energia cinetica del materiale emesso nel processo di erosione è variabile: gli ioni secondari atomici hanno energie molto basse, dell'ordine dei 20 eV. Gli ioni molecolari hanno energie inferiori, poiché l'energia cinetica ceduta dagli ioni primari alle molecole è convertita anche in energia rotovibrazionale.
L'energia di ionizzazione degli elementi contenuti nel campione è il parametro decisivo per la generazione di ioni secondari positivi. Per quanto riguarda la creazione di ioni secondari negativi, il parametro di riferimento è invece l'affinità elettronica. Oltre a ciò, la probabilità di ionizzazione dipende fortemente dall'ambiente chimico che circonda l'atomo considerato (effetto di matrice). La forte influenza dell'effetto di matrice rende piuttosto complicata la quantificazione dei risultati delle analisi SIMS.